# Святилище Інарі
Святи́лище Іна́рі (яп. 稲荷神社, いなりじんじゃ, МФА: [inaɾʲi d͡ʑind͡ʑa]) — різновид синтоїстського святилища або храму в Японії, в якому вшановують божество Інарі, покровителя рисівництва. По всій країні існує понад 32 тисячі однойменних святилищ. Центральним з тих вважається кіотське святилище Інарі, розташоване в районі Фусімі. Його також називають Святилищем Фусімі-Інарі.

## Три найбільші святилища
- Фусімі-Інарі
- Касама-Інарі
- Такекома-Інарі